# Де-Горн
Де-Горн (нід. De Goorn) — село в нідерландській провінції Північна Голландія. Входить до муніципалітету Коггенланд.
Його площа становить 3,52 км², а населення станом на 2021 рік складало 3 610 осіб.

## Галерея

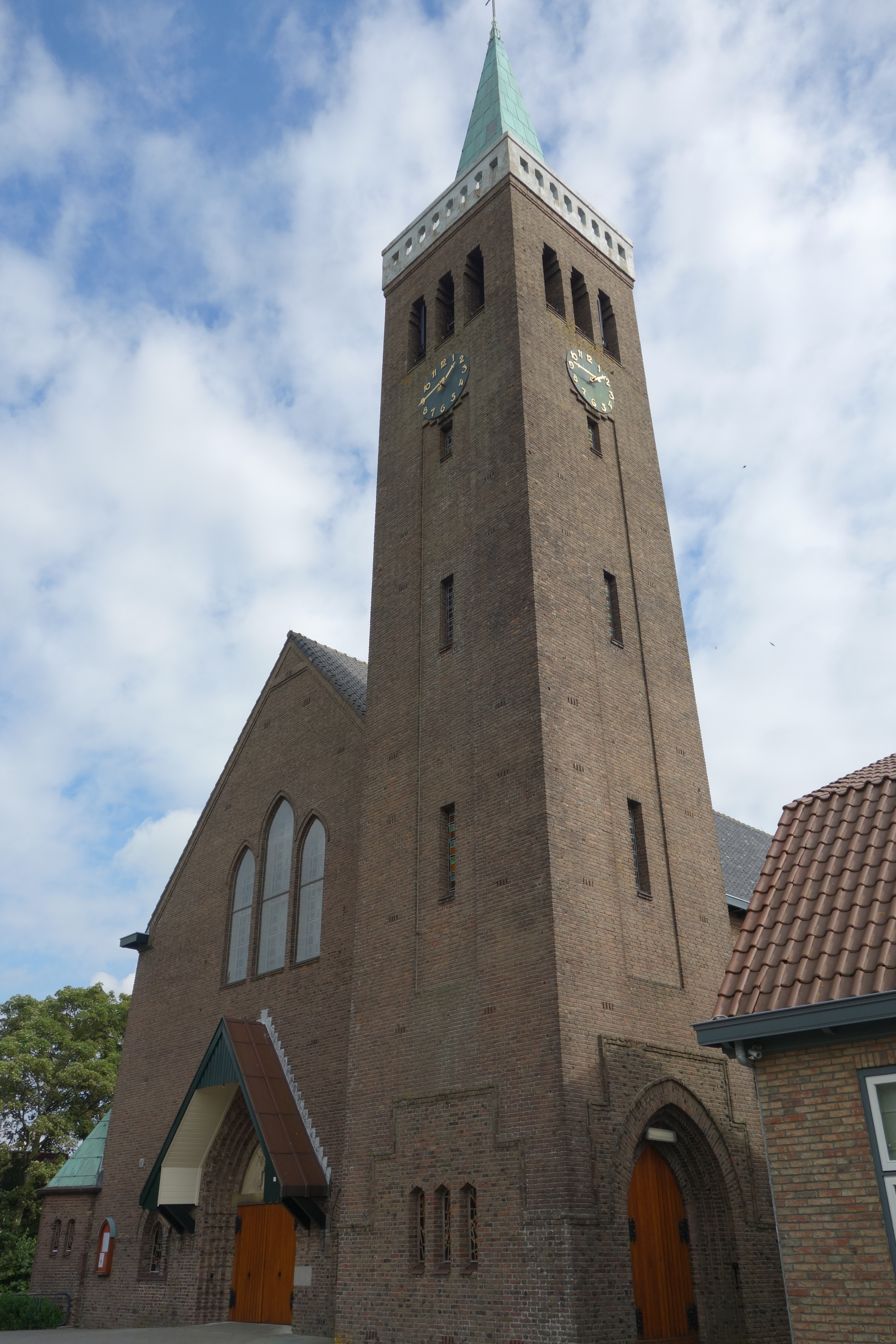
Церква у селі